# Међу боговима
Међу боговима је надолазећи српски филм из 2024. године у режији и по сценарију Вука Ршумовића.
Светска премијера филма је одржана на 30. издању Сарајево филм фестивала.

## Радња
Након исцрпљујућег путовања до Европе, млада Авганистанка Фереште са супругом и троје деце стиже до Београда. Ту сазнаје да се њен млађи брат Али, који је у Београд стигао пре њих, утопио и да ће ускоро бити сахрањен као неидентификована особа. Иако Фереште не поседује личне документе који би могли да потврде њен идентитет, одбија да напусти Београд пре него што покопа свог брата под његовим именом.
Покреће компликовану процедуру како би потврдила његов идентитет уз помоћ ДНК узорка њиховог оца који је још увек у Авганистану. Након што коначно успе у намери и добије дозволу да преузме тело свог брата, Фереште сазнаје да њен отац жели да сахрани свог сина у Авганистану.
Фереште се читав живот без поговора повиновала очевој вољи, али овај пут одлучује да делује на сопствену руку... 

## Улоге
| Глумац             | Улога    |
| ------------------ | -------- |
| Форештех Хосеини   | Форештех |
| Никола Ристановски | Никола   |
| Реза Аклагхи       | Реза     |
| Вуле Марковић      | Зоран    |
| Бранка Катић       | Бранка   |
| Ивона Кустудић     | Маша     |
| Милош Тимотијевић  |          |